# Galena (Ohio)
Galena is een plaats (village) in de Amerikaanse staat Ohio, en valt bestuurlijk gezien onder Delaware County.

## Demografie
Bij de volkstelling in 2000 werd het aantal inwoners vastgesteld op 305.
In 2006 is het aantal inwoners door het United States Census Bureau geschat op 517, een stijging van 212 (69.5%).

## Geografie
Volgens het United States Census Bureau beslaat de plaats een oppervlakte van
1,6 km², waarvan 1,5 km² land en 0,1 km² water. Galena ligt op ongeveer 264 m boven zeeniveau.

## Plaatsen in de nabije omgeving
De onderstaande figuur toont nabijgelegen plaatsen in een straal van 16 km rond Galena.